# 科爾敦鄉
46°57′N 26°54′E / 46.950°N 26.900°E
科爾敦鄉（羅馬尼亞語：Comuna Cordun, Neamț），是羅馬尼亞的鄉份，位於該國東北部，由尼亞姆茨縣負責管轄，面積42平方公里，海拔高度203米，2007年人口7,558，人口密度每平方公里178人。